# Sabancı-Universität
Die Sabancı-Universität (türkisch Sabancı Üniversitesi, englisch Sabancı University) ist eine private Universität mit mehr als 4000 Studenten und 388 Fakultätsangehörigen (2015), die 1996 von der türkischen Industriellenfamilie Sabancı in Istanbul gegründet wurde. Den Studienbetrieb nahm sie allerdings erst 1999 auf. Damit ist die Universität eine der 193 Universitäten in der Türkei (Stand: 2015), von denen etwa die Hälfte privat finanziert wird. Die Gründung privater Universitäten ist in der Türkei seit 1984 erlaubt. Lehrsprache ist Englisch.
2015 nahm sie laut Times Higher Education World University Rankings den 182. Platz ein, 2023 landete sie in der Gruppe mit den Plätzen 401–500. 2015 nahm die britische Hochschul-Wochenzeitschrift drei Universitäten aus der Türkei, deren Gründung nicht mehr als 50 Jahre zurückliegt, in die Liste der besten 100 Universitäten auf. Aus der Türkei kam die Sabancı-Universität auf Platz 13, die Bilkent-Universität auf Platz 28 und die Koç-Universität auf Platz 51.
Direktor ist der Physiker und Chemiker Nihat Berker.

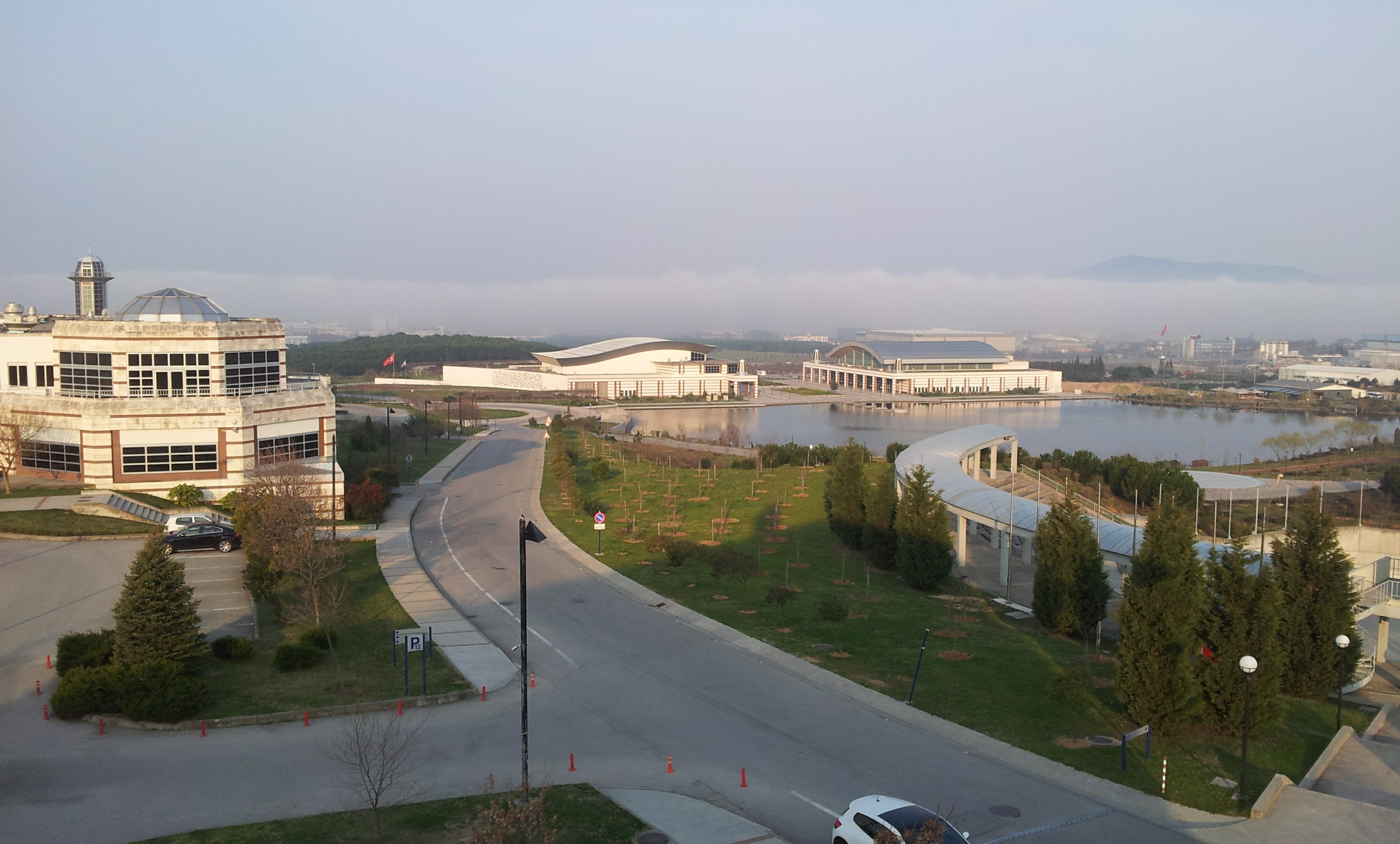
Blick aus den Dormitorien

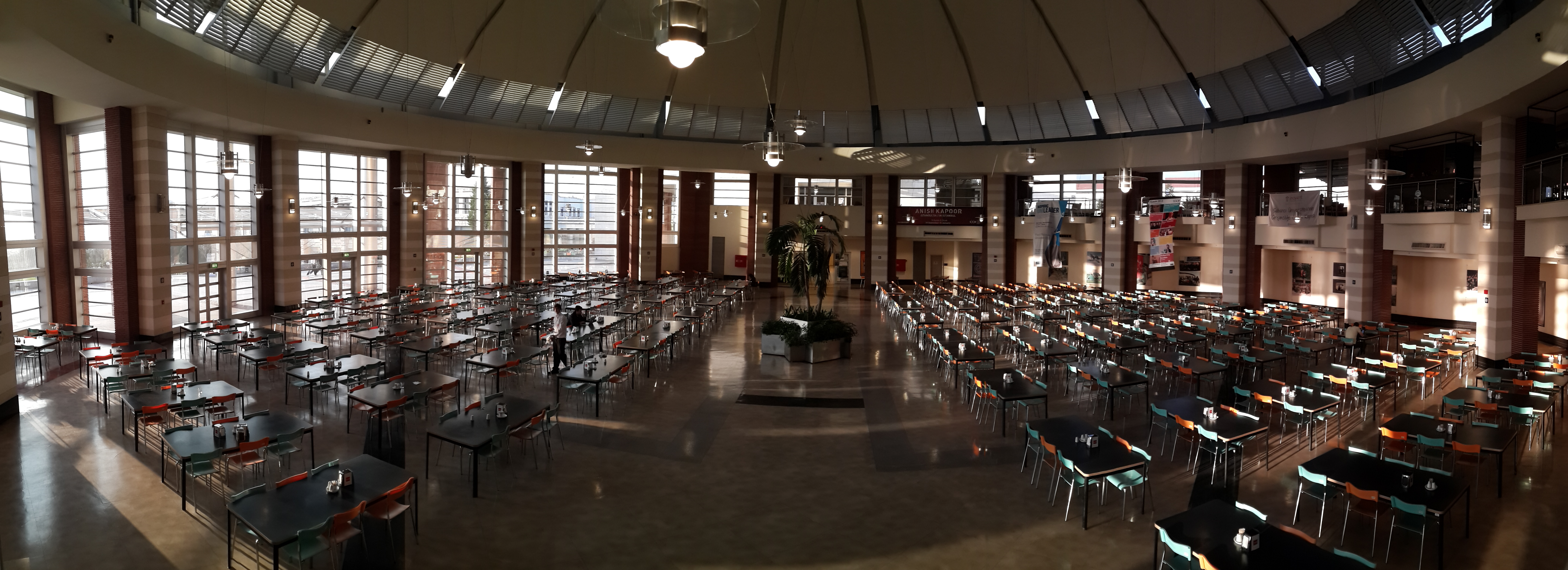
Mensa

Es bestehen die beiden Fakultäten für Ingenieurwesen und Naturwissenschaften (Engineering and Natural Sciences, FENS) und Künste und Sozialwissenschaften (Arts and Social Sciences, FASS), dazu die Sabancı School of Management. Zudem besteht seit 2011 das Sabancı University Nanotechnology Research and Application Center (SUNUM). Das Information Center, eine Art erweiterter Universitätsbibliothek, wurde durch osmanische Architektur inspiriert und birgt mehr als 300.000 Druckwerke.